# 杉森瑛徳
杉森 映徳（すぎもり えいとく Eitoku Sugimori aka Ace Cedarwood）は、ニューヨークを拠点に活動する現代美術家、鋳金作家である。鋳金家、江藤日出男に師事し、日本伝統の金属工芸を習得した後、ほぼ独学により、絵画、彫刻、現代美術等を学ぶ。20代は地元福岡での美術活動に邁進し、1999年のアメリカ、ニューヨークでの初個展をきっかけとして、ニューヨークに移住し，ニューヨークを拠点として創作活動を開始した。現地において、アーティストとしてはもちろん、アートキュレーターとしても多くの展覧会、グループ展を企画。また、アメリカの他、ロンドン、ベルリン、バルセロナなど、西欧諸国において作品発表を行い、現在はニューヨーク、東京、横浜を中心に作品発表に努めている。福岡においては、子育て支援プロジェクトとして、親子参加型のライブペインティングなど、新たな活動にも挑戦している。現在、香蘭女子短期大学 准教授

## 人物
福岡県出身。福岡教育大学教育学部中学校教員養成課程美術科卒業、同大学大学院教育学研究科美術教育専修修了（教育学修士）。九州産業大学大学院後期博士課程 芸術研究科 造形表現専攻 満期退学（芸術学修士）。サンフランシスコ州立大学芸術学部滞在研究員兼特別助手。ミシガン州立大学Residential College in the Arts and Humanities特別講師。

## 所属
- 日本美術家連盟(Japan Artists Association Inc.) 彫刻部 会員
- 一般社団法人現代工芸美術家協会(Japan Contemporary Arts and Crafts Association)会員
- 福岡県美術協会 洋画部門 会員
- 福岡文化連盟 会員
- 福岡市美術連盟 会員
- 現代工芸美術家協会本 会員
- 二紀展（浍画）
- 日展（工芸美術）
- The Society of North American Goldsmiths 会員
- American Craft Council, N.Y. 会員
- Metal Arts Guild, San Francisco 会員
- The Artist-Blacksmith's Association of North America 会員

## 経歴
- International Art Exhibition: ２００４年～現在、ニューヨーク、パリ、ベルリン、ロンドン、バルセロナ、東京、京都など             世界主要都市においてグループ展を企画、出展
- 2003年『Metalsmithing Patination』(A-forest promotions)出版　自身の作品をもとに金属の着色技法を紹介した英書。日本の歴史、伝統文化を西洋に紹介する目的も併せ、日本人の備える独特な美意識に触れながら解説されている。
- 2005年『Japanese Patinas日本着色法』(Brynmorgen Press)出版　日本古来の金属着色技法を紹介した英書。自身の作品のほか、  日本や海外の作家の作品を掲載しながら、着色手順、道具、着色液の制作法が細かく紹介されている。
- Exhibition Divine Entity (福岡アジア美術館) Fukuoka Asian Art Museum 2019年11月
- すぎもりえいとく展 【福岡市美術館】Fukuoka Art Museum 2021年01月
- すぎもりえいとく:小作品展 【エーフォレストギャラリー】A-forest Gallery Japan 2021年08月
- 第1回 美術作家 すぎもりえいとく ライブペインティング (福岡三越　ライオン広場) 2021年03月
- 第2回 美術作家 すぎもりえいとく ライブペインティング (ベイサイドプレイス博多) 2021年08月
- すぎもりえいとく展 【福岡市美術館】Fukuoka Art Museum 2022年01月
- 第3回 美術作家 すぎもりえいとく ライブペインティング 【福岡市美術館】Fukuoka Art Museum 2022年01月
- すぎもりえいとく:小作品展 【エーフォレストギャラリー】A-forest Gallery Japan 2022年02月
- 第4回 美術作家 すぎもりえいとく ライブペインティング (ベイサイドプレイス博多) 2022年03月
- 第5回 美術作家 すぎもりえいとく ライブペインティング (RED WEEK) 2022年05月
- すぎもりえいとく展 【福岡県立美術館】Fukuoka Prefectural Museum of Art    2022年07月
- 第6回 美術作家 すぎもりえいとく ライブペインティング (福岡県立美術館)         2022年07月
- すぎもりえいとく:小作品展 【エーフォレストギャラリー】A-forest Gallery Japan 2022年08月
- 第7回 美術作家 すぎもりえいとく 子育て支援 ライブペインティング  2022年09月 (福岡市立南市民センター)
- Ace Cedarwood (すぎもり えいとく) Solo Exhibition 7arts World Yokohama  2022年09月
- すぎもり えいとく：1955年に建設された4階建ての横浜小此木ビルに巨大壁画を描く 2022年09月
- Mural on the side of the historic 1955 Okonogi bldg Yokohama 2022年09月
- 第77回福岡県美術展覧会（県展）2022年09月   Fukuoka Prefectural Museum of Art
- 第8回 美術作家 すぎもりえいとく ライブペインティング (ベイサイドプレイス博多) 2022年10月
- 第9回すぎもりえいとく ライブペインティング: 4m x 6m Panel (ベイサイドプレイス博多) 2023年02月
- 第10回 美術作家 すぎもりえいとく ライブペインティング (ベイサイドプレイス博多) 2023年03月
- 子育て支援　[楽描き] 2023年03月 南区おおはし子どもプラザ
- すぎもりえいとく: 30th Anniversary Exhibition (福岡アジア美術館)  Fukuoka Asian Art Museum 2023年04月
- 創作30周年記念展アーティスト トーク (福岡アジア美術館)  Fukuoka Asian Art Museum 2023年04月22日 & 23日
- ソラリアパークサイドギャラリー作品展示 2023年 8/1～8/31
- 第78回福岡県美術展覧会（県展）2023年08月
- Superfine Art Fair New York City 2023年09月
- ART FAIR ASIA FUKUOKA 2023年09月
- 子育て支援 造形遊び 2023年10月 南区おおはし子どもプラザ
- 第77回 二紀展 2023年11月
- 第11回 美術作家 すぎもりえいとく ライブペインティング  (ベイサイドプレイス博多) 2023年10月22日
- 第12回 美術作家 すぎもりえいとくライブペインティング2023年11月25日一般社団法人福岡青年会議所) 2023年度やすらぎ荘招聘事業
- 子育て支援　[楽描き] 2024年01月 南区おおはし子どもプラザ
- 子育て支援　[楽描き] 2024年03月 南区おおはし子どもプラザ
- 第13回 美術作家 すぎもりえいとく ライブペインティング (ベイサイドプレイス博多) 2024年03月24日
- 福岡二紀展 2024年03月
- 第62回 日本現代工芸美術展 2024年04月
- Superfine Art Fair New York City 2024年05月
- 第14回 美術作家 すぎもりえいとく 子育て支援 ライブペインティング 2024年07月 (ふれあいこども館 那珂川市)
- 九州二紀展 2024年07月
- 第79回福岡県美術展覧会（県展）2024年09月  Fukuoka Prefectural Museum of Art
- ART FAIR ASIA FUKUOKA 2024年09月
- 第15回 美術作家 すぎもりえいとく ライブペインティング (ベイサイドプレイス博多) 2024年10月13日
- 第29回 福岡市美術連盟展 2024年10月
- 第78回 二紀展 2024年11月
- 第11回 日展(日本美術展覧会) 工芸美術 入選 2024年11月
- 第16回 美術作家 すぎもりえいとく ライブペインティング (ベイサイドプレイス博多) 2024年11月
- 第19回 福岡文化連盟祭りアートビエンナーレ福岡 2024年11月
- 第44回 南区美術展 2024年11月
- 福岡市美術連盟30週年記念 第17回チャリティー展 2025年1月
- 第5回 福岡日展会作品展  2025年2月
- すぎもりえいとく展 博多阪急 2025年3月
- 福岡二紀展 2025年03月
- 第63回 日本現代工芸美術展 2025年04月
- 九州二紀展 2025年07月
- 第80回福岡県美術展覧会（県展）2025年09月  Fukuoka Prefectural Museum of Art
- すぎもりえいとく展 【福岡市美術館】Fukuoka Art Museum 2025年09月

## 出版物
- 『Metalsmithing Patination』(A-forest Promotions) ISBN 0-9743872-8-2
- 『Japanese Patinas 日本着色法』(Brynmorgen Press) ISBN 1-929565-11-9